# فدریکو زورلو
فدریکو زورلو (ایتالیایی: Federico Zurlo؛ زادهٔ ۲۵ فوریهٔ ۱۹۹۴) دوچرخه‌سوار اهل ایتالیا است.
از باشگاه‌هایی که در آن رکاب زده‌است می‌توان به تیم یوای‌ئی امارات، تیم دوچرخه‌سواری یونایتدهلثکر، و تیم دوچرخه‌سواری یونایتدهلثکر، اشاره کرد.